# Жапуже
Жапуже (словен. Žapuže), насеље на југоисточном делу општине Ајдовшчина покрајини Приморска која припада Горишкој регији Републике Словеније.  Насеље се пружа на површини од 1,72 км², на надморској висини 128,3 м. 
Према попису из 2002. године Жапуже је имало 368 становника
У току Другог светског рата насеље је спаљено од стране Немачке армије 22. јуна 1944.
Локална црква, обновљена у 1989, посвећена је Светом Петру и припада парохији Штурје.